# Patrick Weber
Pour les articles homonymes, voir Weber.
Patrick Weber, né le 10 mars 1966 à Bruxelles (province de Brabant), est un historien de l'art, journaliste, scénariste, animateur de télévision, producteur et romancier belge, auteur notamment de plusieurs romans policiers historiques.

## Biographie

### Jeunesse et formation
Patrick Weber naît le 10 mars 1966 à Bruxelles. Il est fils unique et grandit à Dilbeek. Dès son plus jeune âge, il se passionne pour l’histoire. Il dévore les romans, les magazines et les bandes dessinées historiques. Après des humanités gréco-latines, il s’oriente vers des études d’histoire de l’art et d’archéologie à l’Université libre de Bruxelles, d'où il sort diplômé.

### Débuts journalistiques
Ensuite, il se dirige vers une carrière de journaliste. Il collabore à de nombreux magazines et de journaux pendant plusieurs années.
En 1986, il publie des chroniques dans Les Cahiers de la bande dessinée ainsi que dans Circus. L'année suivante, il signe dans Vécu. De 1988 à 1994, il collabore au magazine Spirou. Il est également présent dans Tintin reporter en 1989. Plus tard, il sera également chroniqueur dans dBD de 2007 à 2011.

### Romancier
Le Grand Cinquième publié par les Éditions Jean-Claude Lattès lui vaut de recevoir le prix Jean-d'Heurs du roman historique en 2005.
En 2011, son roman policier L'Aiglon ne manque pas d'aire, paru chez Le Masque, décroche le prix du roman d'aventures 2011. Fondateur du Club de l'Histoire, il organise depuis 2015 un salon annuel dédié aux livres d'histoire à Bruxelles, le salon Écrire l'Histoire.

### Animateur
Pour la saison 2017-2018, Patrick Weber est l'animateur de l'émission On refait le monde sur Bel-RTL,.

### Scénariste de bande dessinée
Il écrit le one shot Ostende 1905 dessiné par Olivier Wozniak, récit qui se déroule à Ostende en 1905, époque où Ostende était la « reine des plages » et le lieu de villégiature des rois, pour les éditions Anspach, l'album paraît le 3 novembre 2022,. En 2024, il écrit une nouvelle enquête du commissaire Hendrikus Ansor dans Spa 1906. L'intrigue se déroulant dans la ville thermale de Spa,,. Simultanément, il publie  le sixième tome des aventures de Kathleen intitulé : Maison du Peuple 65 qui retrace le scandale de la démolition de la Maison du Peuple, chef-d'œuvre de l'Art nouveau de Victor Horta,,.

### Autres activités
Il crée le Club de l'Histoire et le Salon du Livre d'Histoire de Bruxelles.

### Vie privée
Patrick Weber est marié, habite Bruxelles où il travaille.

## Œuvre

### Romans policiers historiques

#### SérieApollonios
1. Des ombres sur Alexandrie, Éditions du Masque, coll. « Labyrinthes » no 63, 1999
2. Les Dîners de Cléopâtre, Éditions du Masque, coll. « Labyrinthes » no 81, 2000  (ISBN 2702496857)
3. Les Sept Papyrus, Éditions du Masque, 2002  (ISBN 2702497136)

#### SériePieter Linden
1. La Vierge de Bruges, Éditions du Masque, coll. « Labyrinthes » no 58, 1999
2. L'Ange de Florence, Éditions du Masque, coll. « Labyrinthes » no 77, 2000
3. Le Pénitent de Paris, Éditions du Masque, coll. « Labyrinthes » no 149, 2006
4. Le Diable de Rome, Éditions du Masque, coll. « Labyrinthes » no 171, 2008

#### SérieLes Racines de l'ordre noir
1. Vikings, Timée, 2006
2. Cathares, Timée, 2008
3. Aryens, Timée, 2013  (ISBN 978-2266220224)

#### SérieLa Saga de Fenrir
1. Les Sept Runes, 2010  (ISBN 9782810003358)
2. Le Dernier Viking, 2011  (ISBN 9791090130029)

### Romans policiers
- L'Aiglon ne manque pas d'aire, Éditions du Masque, coll. « Le Masque », no 2534, 2011Prix du roman d'aventures 2011

## Prix et récompenses
- 2005 :  prix Jean-d'Heurs du roman historique pour Le Grand Cinquième[82] ;
- 2011 :  prix du roman d'aventures pour L'Aiglon ne manque pas d'aire[83].

#### Périodiques
- Antoine Maurel, « Les Invités : Patrick Weber, l'histoire comme toile de fond », La Lettre - L'officiel de la bande dessinée, Dargaud, no 84,‎ juillet - août 2005
- Géant Vert, « Léopoldville 60 : faire le pont à la belge façon », dBD, no 138,‎ novembre 2019, p. 81.

#### Articles
- Patrick Weber (interviewé par Marc Carlot), « Entretien avec Patrick Weber : « J'ai appris à aimer la bande dessinée à travers la ligne claire. » », Auracan,‎ 30 septembre 2008 (lire en ligne, consulté le 2 avril 2025)
- Lola Lemaigre, « Patrick Weber arrive sur La Une et VivaCité à la rentrée », Le Soir,‎ 2 juillet 2019 (lire en ligne , consulté le 2 octobre 2023)
- Laetitia Samyn, « "Le temps d'une histoire" : Patrick Weber vous propose une soirée spéciale Simenon pour démarrer ! », RTBF,‎ 13 septembre 2019 (lire en ligne, consulté le 2 octobre 2023).
- Patrick Weber (interviewé par Pierre Bertinchamps), « Patrick Weber : «Pas là pour faire le service de presse du palais » », Télépro,‎ 21 octobre 2022 (lire en ligne, consulté le 7 septembre 2024).
- Charles Van Dievort, « Un drôle de Late Show sur la RTBF : on en sait plus sur l'émission que présentera Patrick Weber », La DH Les Sports+,‎ 3 novembre 2023 (lire en ligne, consulté le 27 mars 2024).
- Patrick Weber (interviewé), « Interview de Patrick Weber, à propos d'« Ouessantines » », La Mouette hurlante,‎ 4 juillet 2024 (lire en ligne, consulté le 23 juillet 2024).

### Vidéographie
- [vidéo] « Présentation des formations UDA - La grande histoire de la Belgique (Patrick Weber) », sur YouTube, 20 avril 2021